# Rhabdophilacris fusciventris
Rhabdophilacris fusciventris är en insektsart som beskrevs av Christiane Amédégnato och Marius Descamps 1978. Rhabdophilacris fusciventris ingår i släktet Rhabdophilacris och familjen gräshoppor. Inga underarter finns listade i Catalogue of Life.